# Henri de Saint Germain
Henri Marie Raoul Gaillard de Saint Germain (Sant-Maloù, Ille-et-Vilaine, 30 de juny de 1878 - Saint-Jean-le-Blanc, Loiret, 19 de desembre de 1951) va ser un tirador d'esgrima francès que va competir a començaments del segle xx.
El 1920 va prendre part en els Jocs Olímpics d'Anvers, on disputà dues proves del programa d'esgrima. Guanyà la medalla de plata en la competició de sabre per equips, mentre en la prova del sabre individual quedà eliminat en sèries.
Quatre anys més tard, als Jocs de París, disputà la competició de sabre per equips el programa d'esgrima, en què quedà eliminat en sèries.